# Ернст Лооф
Ернст Лооф (на немски: Ernst Loof) е пилот от Формула 1 и един от основателите на автомобилостроителната компания Веритас. Роден е на 4 юли 1907 година в Найндорф, Германия.

## Формула 1
През 1953 година Ернст Лооф записва единственото си участие във Формула 1 с отбора на Веритас в Голямата награда на Германия. Веднага след старта на състезанието Лооф отпада заради проблем с горивната помпа.